# Antiblemma strigilla
Antiblemma strigilla là một loài bướm đêm trong họ Erebidae.